# HRT
HRT(크로아티아어: Hrvatska radiotelevizija 흐르바츠카 라디오텔레비지야)는 크로아티아의 라디오와 텔레비전 방송이다.

## 텔레비전 채널
- HRT 1
- HRT 2
- HRT 3
- HRT 4
- Slika Hrvatske

## 라디오 방송국
- HR1
- HR2
- HR3

## 로고 변천사

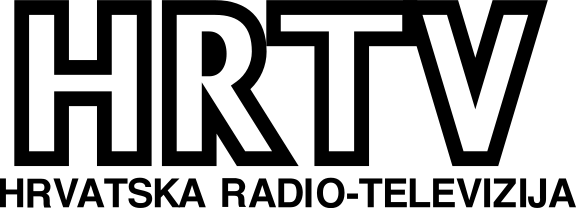
1990
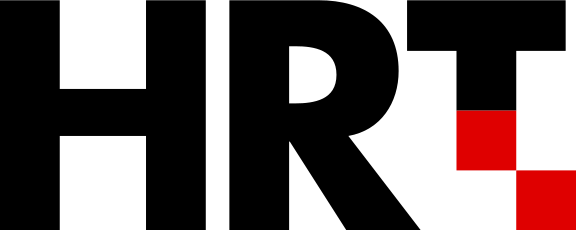
1990 — 1999
2000 – 현재 (파란 줄)